# Arrojadoa multiflora
Arrojadoa multiflora es una especie de planta suculenta perteneciente al género Arrojadoa, dentro de la familia Cactaceae. Es endémica del nordeste de Brasil.

## Descripción

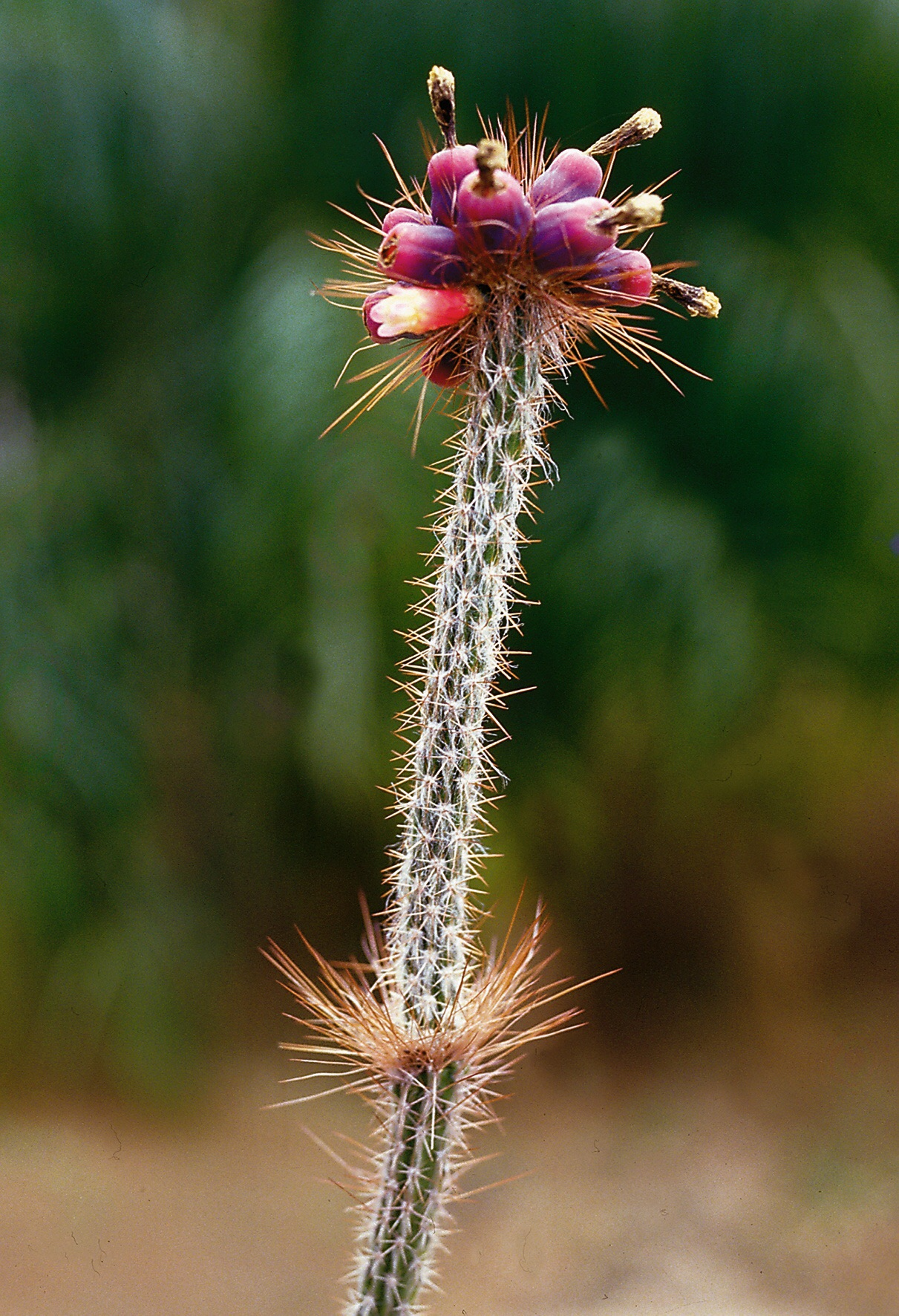
Detalle del fruto

Arrojadoa multiflora es una especie de cactus que crece individualmente (solitario) en forma columnar, con tallos delgados de hasta 80 cm de altura y 1 o 2 cm de diámetro. Los tallos son de color verde oscuro brillante, con 7 u 8 costillas de 2-3 mm de alto.
Presenta areolas circulares situadas a 4-7 mm de distancia unas de otras, son de color blanco y tienen pelos blancos orientados hacia abajo de 5-10 mm de largo. Las espinas son de color marrón amarillento, de 5 a 10 mm de largo, siendo de 1 oa 3 centrales y de 12 a 15 marginales. 
En el ápice aparece un pseudocefalio (zona donde se producen los botones florales y los frutos) compuesto de cerdas rojas largas y delgadas. Las flores son tubulares, de color rojo rosado o rojo carmín, con muchos pétalos. Las flores florecen de noche.

## Distribución y hábitat
El área de distribución nativa de esta especie es Brasil (concretamente del estado de Bahía) y crece principalmente en el bioma tropical estacionalmente seco. Habita en altitudes que oscilan entre 550 y 1.400 metros sobre el nivel del mar.

## Taxonomía
Arrojadoa multiflora fue descrita por el botánico alemán Friedrich Ritter y publicada por primera vez en el libro Kakteen in Südamerika 1: 89 en 1979.
Etimología
- Arrojadoa: nombre genérico que fue otorgado en honor al brasileño Miguel Arrojado Lisboa, superintendente de los Ferrocarriles de Brasil en la época en que Britton y Rose describieron el género en 1920.
- multiflora: epíteto específico que deriva de las palabras latinas multi (que significa 'mucho' o 'varios'), y flora (que significa 'flores'), haciendo referencia a que esta planta produce muchas flores.[3]

## Estado de conservación
En la Lista Roja de Especies Amenazadas de la UICN, la especie está clasificada como “En Peligro (EN)”.

## Usos
Se cultiva principalmente como planta ornamental.